# Liste der Grafen von Urgell

Lage der Grafschaft von Urgell

Es folgt die Liste der Grafen von Urgell, einer der historischen katalanischen Grafschaften.

## VonKarolingernernannte Grafen
- 00789–820: Borrell von Osona
- 00820–824: Aznar I. Galíndez
- 00824–834: Galindo I. Aznárez
- 00834–848: Sunifred I.
- 00848–870: Salomon

## Haus Barcelona(Linie Urgell)
- 00870–897: Wilfried der Haarige Sohn Sunifreds I.
- 00898–948: Sunifred II. Sohn
- 00948–966: Miró Sohn
- 00966–992: Borrell II. Bruder
- 0992–1010: Ermengol I. el de Córdoba Sohn
- 1010–1038: Ermengol II. el Pelegrí Sohn
- 1038–1065: Ermengol III. el de Barbastre Sohn
- 1065–1092: Ermengol IV. el de Gerb Sohn
- 1092–1102: Ermengol V. el de Mollerussa Sohn
- 1102–1153: Ermengol VI. el de Castella Sohn
- 1153–1184: Ermengol VII. el de València Sohn
- 1184–1208: Ermengol VIII. el de Sant Hilari Sohn
- 1208–1213: Aurembiaix Tochter

## Haus Cabrera
- 1213–1228: Guerau de Cabrera Enkel von Ermengol VII.

## Haus Barcelona
- 1228–1231: Aurembiaix
- 1229–1231: Peter von Portugal Ehemann von Aurembiaix
  - 1231–1236: Jakob I. der Eroberer König von Aragon

## Haus Cabrera
- 1236–1243: Ponç Sohn von Guerau
- 0000–1243: Ermengol IX. Sohn
- 1243–1267: Álvaro el Castellà Bruder
- 1267–1314: Ermengol X. Sohn

## Haus Entença
- 1314–1327: Teresa d’Entença Urenkelin von Álvaro
  - 1314–1328: Alfonso (IV.) der Gütige Ehemann Teresas, König von Aragon

## Haus von Barcelona-Urgell
- 1328–1347: Jakob I. Sohn von Teresa und König Alfons IV.
- 1347–1408: Peter Sohn
- 1408–1413: Jakob II. Sohn

Nach seinem gescheiterten Aufstand gegen den Kompromiss von Caspe musste Graf Jakob II. die Grafschaft Urgell am 31. Oktober 1413 an den neuen König Aragons, Fernando I. den Gerechten, übergeben. Die Grafschaft wurde daraufhin aufgelöst.